# Voo China Eastern Airlines 5735
O Voo China Eastern Airlines 5735 foi um voo doméstico de passageiros programado operado pela China Eastern Airlines de Kunming para Guangzhou, China. Em 21 de março de 2022, a aeronave que operava o voo caiu no condado de Teng, Guangxi. A aeronave transportava 132 pessoas, incluindo 123 passageiros e 9 tripulantes. Não houve sobreviventes. É o acidente aéreo mais mortal da companhia aérea em sua história, superando o Voo 5210 em 2004, que matou 55 pessoas. O acidente é o terceiro pior desastre aéreo em solo chinês, atrás apenas do Voo China Southern Airlines 3943, que matou 141 pessoas, e do Voo China Northwest Airlines 2303, que matou 160 pessoas.

## Aeronave
A aeronave envolvida era um Boeing 737-800 com o registro B-1791 e número de série 41474. A aeronave foi alimentada por dois motores turbofan CFM56-7B26E. Ele voou pela primeira vez em 5 de junho de 2015, foi entregue novo à companhia aérea em 25 de junho de 2015. Foi pintado com a pintura Yunnan Peacock da companhia aérea.
O último acidente envolvendo o Boeing 737-800 foi o Voo Air India Express 1344 em agosto de 2020. O último acidente de aviação na China foi em 2010, quando o Voo 8387 da Henan Airlines caiu perto do Aeroporto de Yichun Lindu, causando 44 mortes.

## Acidente
A aeronave partiu do Aeroporto Internacional Kunming Changshui para o Aeroporto Internacional de Guangzhou Baiyun às 13h15min, horário local (05h15min UTC). Deveria pousar às 15h05min (07h05min UTC). Segundo a CAAC, a aeronave perdeu contato com a China Eastern sobre a cidade de Wuzhou. Às 14h22min (06h22min UTC), enquanto se preparava para descer em Guangzhou, a aeronave entrou em uma descida abrupta repentina, de 29 100 ft (8 900 m) a 3 225 ft (983 m) em 3 minutos com uma razão de descida de 8 625 ft (2 629 m) por minuto, conforme dados de voo registrados pelo Flightradar24. Os destroços foram posteriormente descobertos nas regiões montanhosas do condado de Teng, prefeitura de Wuzhou, Guangxi.
Quatro horas antes do acidente, os serviços meteorológicos de Wuzhou emitiram um alerta para fortes ventos convectivos.

Trajeto do voo 5735

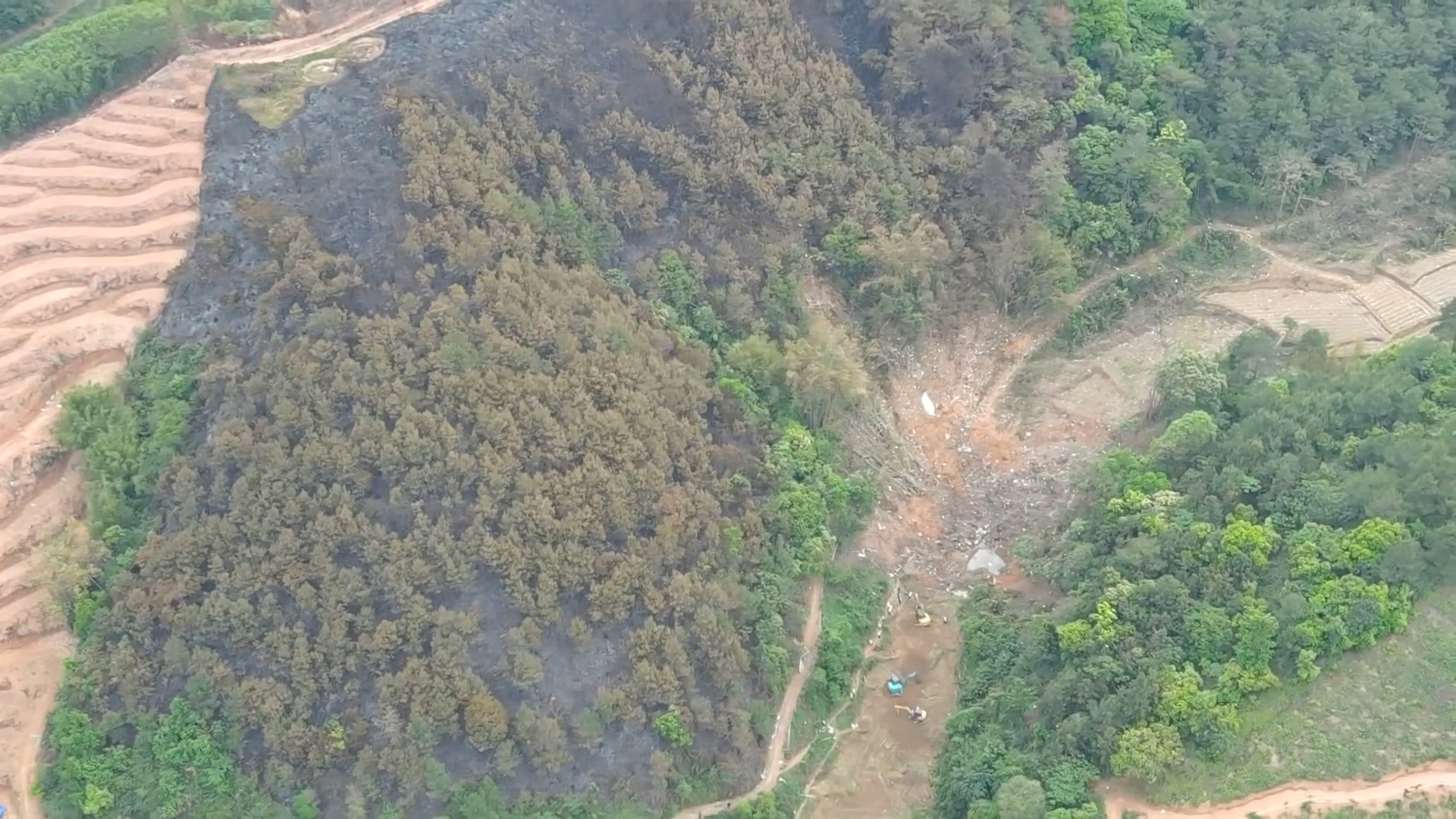
Local do acidente

As imagens do acidente foram capturadas por observadores no solo, mostrando o avião descendo em um ângulo de 90 graus. O local do acidente também foi filmado, mostrando destroços e um incêndio. Nenhum sobrevivente foi encontrado. 2 dias após o Acidente O CVR(Gravador de voz da cabine) foi encontrado.

## Passageiros e Tripulação
A bordo havia 123 passageiros e 9 tripulantes no voo, em um total de 132 pessoas, a CAAC e a companhia aérea estão em processo de identificação dos passageiros e tripulantes, Todos a bordo eram Chineses.
A bordo havia 3 pilotos:
- O Capitão Yang Hongda (楊鴻達) estava empregado como piloto do Boeing 737 desde janeiro de 2018, com um total de 6.709 horas de voo.
- O primeiro oficial Zhang Zhengping (張正平) estava entre os pilotos comerciais mais experientes da China, com 31.769 horas, e um instrutor de voo para a China Oriental, tendo treinado mais de 100 capitães; ele recebeu o título honorário de "Piloto Meritórios" da aviação civil em 2011.
- O Segundo Oficial (como observador) Ni Gongtao (倪龔濤), com um total de 556 horas de voo, estava a bordo para cumprir as tarefas de treinamento[15]

## Resposta
O corpo de bombeiros da prefeitura de Wuzhou informou que 450 bombeiros estavam sendo enviados para o local do acidente, em 21 de março de 2022.
Depois de receber a chamada de emergência, os bombeiros foram enviados pelo Departamento de Bombeiros e Resgate de Wuzhou às 15h05. Às 15h56, bombeiros da cidade vizinha de Tangbu chegaram e realizaram o reconhecimento. Às 16h40, bombeiros de fora de Wuzhou também foram enviados, inclusive de Guilin, Beihai, Hezhou, Laibin e Hechi.
As equipes de resgate teriam dificuldade de acessar o local devido ao incêndio causado pelo acidente. Um site de notícias informou que 117 socorristas já haviam chegado ao local à noite, com um total de 650 despachados e indo para o local de três direções.

## Reação
Após o incidente, a China Eastern Airlines mudou seu site para um tema em preto e branco.
A Administração de Aviação Civil da China habilitou uma força-tarefa de emergência e despachou uma equipe para o local do acidente.  A Administração Federal de Aviação (FAA) dos Estados Unidos disse em comunicado que tomou conhecimento do incidente. A FAA acrescentou que está "pronta para ajudar nos esforços de investigação" se solicitado. A Boeing disse que foi informada por relatórios iniciais e estava coletando detalhes.
As ações dos EUA indicaram que as ações da Boeing caíram 7,8% após o incidente. As ações da China Eastern Airlines em Hong Kong caíram 6,5%, enquanto nos EUA caíram 17%.
A China Eastern anunciou que todos os seus Boeing 737-800 serão aterrados para inspeção até que a investigação do acidente seja concluída. Liu Ning, o secretário do Partido Comunista em Guangxi foi ao local do acidente e ordenou uma operação de busca e resgate. Ele também foi acompanhado pelo diretor do Comitê Permanente do Congresso Popular de Guangxi e outros funcionários.
O presidente chinês, Xi Jinping, pediu aos investigadores que determinem a causa do acidente o mais rápido possível e garantam a segurança "absoluta" da aviação.